# Lewis County (Missouri)
Das Lewis County ist ein County im US-amerikanischen Bundesstaat Missouri. Im Jahr 2020 hatte das County 10.032 Einwohner und eine Bevölkerungsdichte von 7,7 Einwohnern pro Quadratkilometer. Der Verwaltungssitz (County Seat) ist Monticello, das nach dem Landsitz von Thomas Jefferson benannt wurde.

## Geografie
Das County liegt fast im äußersten Nordosten von Missouri und grenzt im Osten – getrennt durch den Mississippi – an Illinois; die Grenze zu Iowa liegt rund 20 km nördlich. Es hat eine Fläche von 1323 Quadratkilometern, wovon 15 Quadratkilometer Wasserfläche sind. An das Lewis County grenzen folgende Nachbarcountys:
|               | Clark County  | Hancock County (Illinois) |
| Knox County   |               |                           |
| Shelby County | Marion County | Adams County (Illinois)   |

## Geschichte

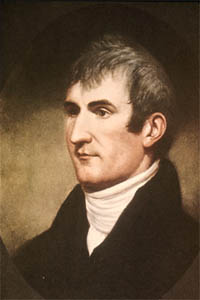
M. Lewis

Das Lewis County wurde 1833 aus ehemaligen Teilen des Marion County gebildet. Benannt wurde es nach Meriwether Lewis (1774–1809), einem Pionier und Entdecker sowie späteren Gouverneur des Louisiana-Territoriums (1808–1809).

## Demografische Daten
Nach der Volkszählung im Jahr 2010 lebten im Lewis County 10.211 Menschen in 3.882 Haushalten. Die Bevölkerungsdichte betrug 7,8 Einwohner pro Quadratkilometer. In den 3.882 Haushalten lebten statistisch je 2,37 Personen.
Ethnisch betrachtet setzte sich die Bevölkerung zusammen aus 94,4 Prozent Weißen, 3,2 Prozent Afroamerikanern, 0,3 Prozent amerikanischen Ureinwohnern, 0,2 Prozent Asiaten sowie aus anderen ethnischen Gruppen; 1,4 Prozent stammten von zwei oder mehr Ethnien ab. Unabhängig von der ethnischen Zugehörigkeit waren 1,6 Prozent der Bevölkerung spanischer oder lateinamerikanischer Abstammung.
23,5 Prozent der Bevölkerung waren unter 18 Jahre alt, 60,2 Prozent waren zwischen 18 und 64 und 16,3 Prozent waren 65 Jahre oder älter. 49,9 Prozent der Bevölkerung war weiblich.

Das jährliche Durchschnittseinkommen eines Haushalts lag bei 37.721 USD. Das Prokopfeinkommen betrug 18.916 USD. 19,0 Prozent der Einwohner lebten unterhalb der Armutsgrenze.

## Ortschaften im Lewis County
Citys
| - Canton - Ewing - La Belle | - La Grange - Lewistown |

Village
- Monticello

Unincorporated Communities
| - Benjamin - Deer Ridge - Derrahs - Durham | - Dover - Maywood - New Court Village - Sellers | - Steffenville - Tolona - Williamstown |

## Gliederung
Das Lewis County ist in acht Townships eingeteilt:
| Township           | Einwohner (2010) | FIPS     |
| ------------------ | ---------------- | -------- |
| Canton Township    | 3501             | 29-11152 |
| Dickerson Township | 452              | 29-19468 |
| Highland Township  | 1676             | 29-32014 |
| La Belle Township  | 1607             | 29-39530 |
| Lyon Township      | 431              | 29-44750 |
| Reddish Township   | 234              | 29-60950 |
| Salem Township     | 438              | 29-00000 |
| Union Township     | 1872             | 29-74752 |